# Nils Holgersson (traghetto)
Il Nils Holgersson è un traghetto appartenente alla compagnia di navigazione tedesca TT-Line.

## Servizio
Varato il 10 novembre 2020 nel cantiere navale Jinglin Shipyard di Nanjing con il nome di Nils Holgersson e consegnato il 7 marzo 2022 alla TT-Line, salpa l'11 marzo per la Germania, giungengo il 20 aprile a Trelleborg.
Il 26 aprile 2022 prende servizio nei collegamenti tra Trelleborg, Rostock e Travemünde.
Dal 1º maggio 2022 opera anche nei collegamenti tra Trelleborg e Swinoujscie.

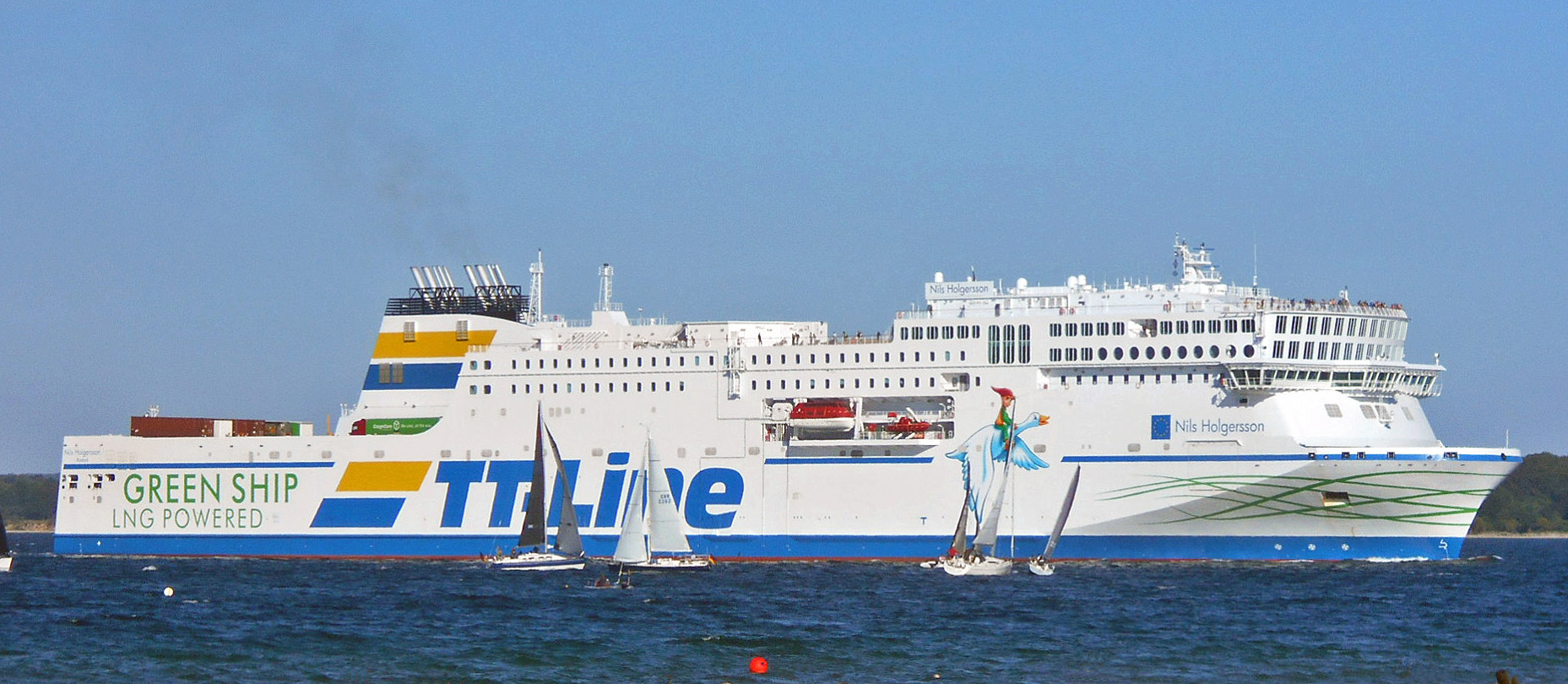
Il Nils Holgersson in arrivo a Travemünde nel 2022.

Il 17 gennaio 2024, poco dopo la partenza da Travemünde, scoppia un incendio nella sala macchine del traghetto, prontamente domato dall'equipaggio. Successivamente, assistito da due rimorchiatori, fa ritorno a Travemünde. Sottoposto ad intensi lavori di riparazione, dal 13 maggio torna regolarmente in servizio.

## Navi gemelle
- Peter Pan